# Ай-Кынгылат
Ай-Кынгылат — река в России, протекает в Томской области. Устье реки находится в 21 км по левому берегу реки Кынгылат. Длина реки составляет 60 км, площадь водосборного бассейна 417 км².

## Данные водного реестра
По данным государственного водного реестра России относится к Верхнеобскому бассейновому округу, водохозяйственный участок реки — Васюган, речной подбассейн реки — Васюган. Речной бассейн реки — (Верхняя) Обь до впадения Иртыша.